# Greatest Hits (Lenny-Kravitz-Album)
Greatest Hits (englisch für „Größte Hits“) ist das erste Best-of-Album des US-amerikanischen Rocksängers Lenny Kravitz. Es erschien am 23. Oktober 2000 über das Label Virgin Records. Mit weltweit mehr als zehn Millionen verkauften Exemplaren ist es das erfolgreichste Album des Künstlers.

## Inhalt
Die auf dem Album enthaltenen Lieder sind größtenteils Singles, die aus den zuvor veröffentlichten fünf Studioalben des Musikers ausgekoppelt wurden. So stammen die Songs Are You Gonna Go My Way, Heaven Help und Believe aus Are You Gonna Go My Way (1993). Die Stücke Fly Away, I Belong to You und Black Velveteen wurden dem Album 5 (1998) entnommen, während It Ain’t Over ’til It’s Over, Stand by My Woman und Always on the Run von Mama Said (1991) stammen. Die Lieder Mr. Cab Driver und Let Love Rule erschienen zuvor auf dem Debütalbum Let Love Rule (1989), wogegen Rock and Roll Is Dead und Can’t Get You Off My Mind auf Circus (1995) veröffentlicht wurden. Der Track American Woman, eine Coverversion der Band The Guess Who, wurde aus dem Soundtrack zum Film Austin Powers – Spion in geheimer Missionarsstellung (1999) ausgekoppelt. Zudem ist der zuvor unveröffentlichte Song Again auf dem Album enthalten.

## Produktion
Alle auf Greatest Hits enthaltenen Lieder wurden von Lenny Kravitz selbst produziert, der auch als Autor der meisten Songs fungierte. Lediglich bei einzelnen Stücken wirkten die Songwriter Craig Ross, Burton Cummings, Michael James Kale, Garry Peterson, Randy Bachman, Henry Hirsch, Stephen Mark Pasch, Anthony Krizan, Saul Hudson, Gerry DeVeaux und Terry Britten mit.

## Covergestaltung
Das Albumcover zeigt Lenny Kravitz, der ein halb-aufgeknöpftes weißes Hemd, eine blaue Jeans und eine Sonnenbrille trägt. Im unteren Teil des Bilds befindet sich der schwarze Schriftzug Lenny Kravitz Greatest Hits. Der Hintergrund ist grau gehalten.

## Titelliste
| #  | Titel                        | Länge | Album (Jahr)                                                              |
| -- | ---------------------------- | ----- | ------------------------------------------------------------------------- |
| 1  | Are You Gonna Go My Way      | 3:32  | Are You Gonna Go My Way (1993)                                            |
| 2  | Fly Away                     | 3:42  | 5 (1998)                                                                  |
| 3  | Rock and Roll Is Dead        | 3:24  | Circus (1995)                                                             |
| 4  | Again                        | 3:49  | zuvor unveröffentlicht                                                    |
| 5  | It Ain’t Over ’til It’s Over | 4:03  | Mama Said (1991)                                                          |
| 6  | Can’t Get You Off My Mind    | 4:34  | Circus (1995)                                                             |
| 7  | Mr. Cab Driver               | 3:50  | Let Love Rule (1989)                                                      |
| 8  | American Woman               | 4:22  | Soundtrack zu Austin Powers – Spion in geheimer Missionarsstellung (1999) |
| 9  | Stand by My Woman            | 4:20  | Mama Said (1991)                                                          |
| 10 | Always on the Run            | 3:52  | Mama Said (1991)                                                          |
| 11 | Heaven Help                  | 3:10  | Are You Gonna Go My Way (1993)                                            |
| 12 | I Belong to You              | 4:17  | 5 (1998)                                                                  |
| 13 | Believe                      | 4:55  | Are You Gonna Go My Way (1993)                                            |
| 14 | Let Love Rule                | 5:43  | Let Love Rule (1989)                                                      |
| 15 | Black Velveteen              | 4:51  | 5 (1998)                                                                  |

## Singleauskopplungen
Als einzige Single des Albums wurde am 15. September 2000 das zuvor unveröffentlichte Lied Again ausgekoppelt. Es erreichte Platz 19 in Deutschland und hielt sich 16 Wochen in den Charts.

## Kommerzieller Erfolg

### Chartplatzierungen
Greatest Hits stieg am 6. November 2000 auf Platz zwei in die deutschen Albumcharts ein und belegte in den folgenden Wochen die Ränge fünf und vier. Insgesamt konnte es sich 58 Wochen in den Charts halten, davon sieben Wochen in den Top 10. In Österreich, Finnland und Italien erreichte das Album jeweils die Chartspitze. Weitere Top-10-Platzierungen gelangen unter anderem in den Vereinigten Staaten, der Schweiz, Neuseeland, den Niederlanden, Schweden und Norwegen. In den deutschen Jahrescharts 2000 und 2001 belegte Greatest Hits jeweils Position 57 sowie 2002 Rang 72.
| ChartsChartplatzierungen       | Höchstplatzierung | Wochen |
| ------------------------------ | ----------------- | ------ |
| Deutschland (GfK)              | 2 (58 Wo.)        | 58     |
| Österreich (Ö3)                | 1 (53 Wo.)        | 53     |
| Schweiz (IFPI)                 | 2 (62 Wo.)        | 62     |
| Vereinigtes Königreich (OCC)   | 12 (24 Wo.)       | 24     |
| Vereinigte Staaten (Billboard) | 2 (95 Wo.)        | 95     |

| ChartsJahrescharts (2000)    | Platzierung |
| ---------------------------- | ----------- |
| Deutschland (GfK)            | 57          |
| Österreich (Ö3)              | 20          |
| Schweiz (IFPI)               | 16          |
| Vereinigtes Königreich (OCC) | 72          |

| ChartsJahrescharts (2001)      | Platzierung |
| ------------------------------ | ----------- |
| Deutschland (GfK)              | 57          |
| Österreich (Ö3)                | 28          |
| Schweiz (IFPI)                 | 32          |
| Vereinigte Staaten (Billboard) | 18          |

| ChartsJahrescharts (2002)      | Platzierung |
| ------------------------------ | ----------- |
| Deutschland (GfK)              | 72          |
| Vereinigte Staaten (Billboard) | 194         |

### Auszeichnungen für Musikverkäufe
Greatest Hits wurde im Jahr 2011 in Deutschland für mehr als 600.000 verkaufte Einheiten mit einer doppelten Platin-Schallplatte ausgezeichnet. In den Vereinigten Staaten erhielt es 2001 für über drei Millionen Verkäufe dreifach-Platin. Die weltweiten Verkaufszahlen belaufen sich auf mehr als zehn Millionen, womit es das erfolgreichste Album des Sängers ist.
| Professionelle Bewertungen | Professionelle Bewertungen |
| -------------------------- | -------------------------- |
| Kritiken                   |                            |
| Quelle                     | Bewertung                  |
| laut.de                    | [ 21 ]                     |
| allmusic                   | [ 22 ]                     |

| Land/Region                  | Auszeichnungen für Musikverkäufe (Land/Region, Auszeichnung, Verkäufe) | Verkäufe  |
| ---------------------------- | ---------------------------------------------------------------------- | --------- |
| Argentinien (CAPIF)          | 2× Platin                                                              | 80.000    |
| Australien (ARIA)            | 2× Platin                                                              | 140.000   |
| Belgien (BRMA)               | 3× Platin                                                              | (150.000) |
| Brasilien (PMB)              | Gold                                                                   | 100.000   |
| Chile (IFPI)                 | Platin                                                                 | 25.000    |
| Dänemark (IFPI)              | Gold                                                                   | (25.000)  |
| Deutschland (BVMI)           | 2× Platin                                                              | (600.000) |
| Europa (IFPI)                | 3× Platin                                                              | 3.000.000 |
| Finnland (IFPI)              | Gold                                                                   | (20.587)  |
| Frankreich (SNEP)            | Platin                                                                 | (300.000) |
| Italien (FIMI)               | Platin                                                                 | (50.000)  |
| Japan (RIAJ)                 | Platin                                                                 | 200.000   |
| Kanada (MC)                  | 4× Platin                                                              | 400.000   |
| Mexiko (AMPROFON)            | Gold                                                                   | 75.000    |
| Neuseeland (RMNZ)            | 3× Platin                                                              | 45.000    |
| Niederlande (NVPI)           | Platin                                                                 | (80.000)  |
| Norwegen (IFPI)              | Platin                                                                 | (50.000)  |
| Österreich (IFPI)            | Platin                                                                 | (50.000)  |
| Polen (ZPAV)                 | Platin                                                                 | (70.000)  |
| Schweden (IFPI)              | Platin                                                                 | (80.000)  |
| Schweiz (IFPI)               | Platin                                                                 | (50.000)  |
| Spanien (Promusicae)         | 2× Platin                                                              | (200.000) |
| Uruguay (CUD)                | Platin                                                                 | 6.000     |
| Vereinigte Staaten (RIAA)    | 3× Platin                                                              | 3.000.000 |
| Vereinigtes Königreich (BPI) | 2× Platin                                                              | (600.000) |
| Insgesamt                    | 4× Gold · 37× Platin ·                                                 | 7.121.000 |

Hauptartikel: Lenny Kravitz/Auszeichnungen für Musikverkäufe